# Bandera siríaco-aramea
La bandera siríaca-aramea o bandera aramea (arameo, ܐܬܐ ܣܘܪܝܝܬܐ, Otho Suryoyto) es la bandera étnica que representa a los arameos en sus países de origen y en la diáspora aramea. Una versión anterior, similar a la actual, fue desarrollada en 1980 por Bahro Suryoyo (“Luz Aramea”), una revista aramea que forma parte de la Federación Nacional Aramea de Suecia (en sueco: Syrianska Riksförbundet i Sverige). 
El Consejo Mundial de Arameos (World Council of Arameans), una organización no gubernamental internacional, adoptó la bandera el 16 de julio de 1983 en Nueva Jersey.
La bandera fue diseñada en base al símbolo del sol alado, reemplazando el sol por una antorcha que simboliza el Espíritu Santo en el cristianismo.

## Historia
La bandera aramea se basa en un relieve que data del 800-1200 a. C. y que se encuentra en el palacio del rey arameo Gabara de Tell Halef, capital de la antigua ciudad-estado aramea de Bit-Bahiani. El relieve formaba parte de la entrada al palacio del rey arameo Kapara (Gabara).
Tell Halef se encuentra actualmente en la gobernación de Al Hasakah, en Siria, y limita con la región aramea de Tur Abdin. El arqueólogo alemán Max von Oppenheim (1860-1946) excavó el relieve en 1911.
La bandera moderna fue introducida por primera vez en 1980 en la revista aramea ''Bahro Suryoyo'' por la comunidad aramea de la diáspora en Suecia y fue adoptada oficialmente por el Syriac Universal Alliance (más tarde World Council of Arameans) en 1983, Nueva Jersey.
El relieve original del rey arameo Kapara se conserva en el museo nacional de Alepo, Siria.

## Simbolismo

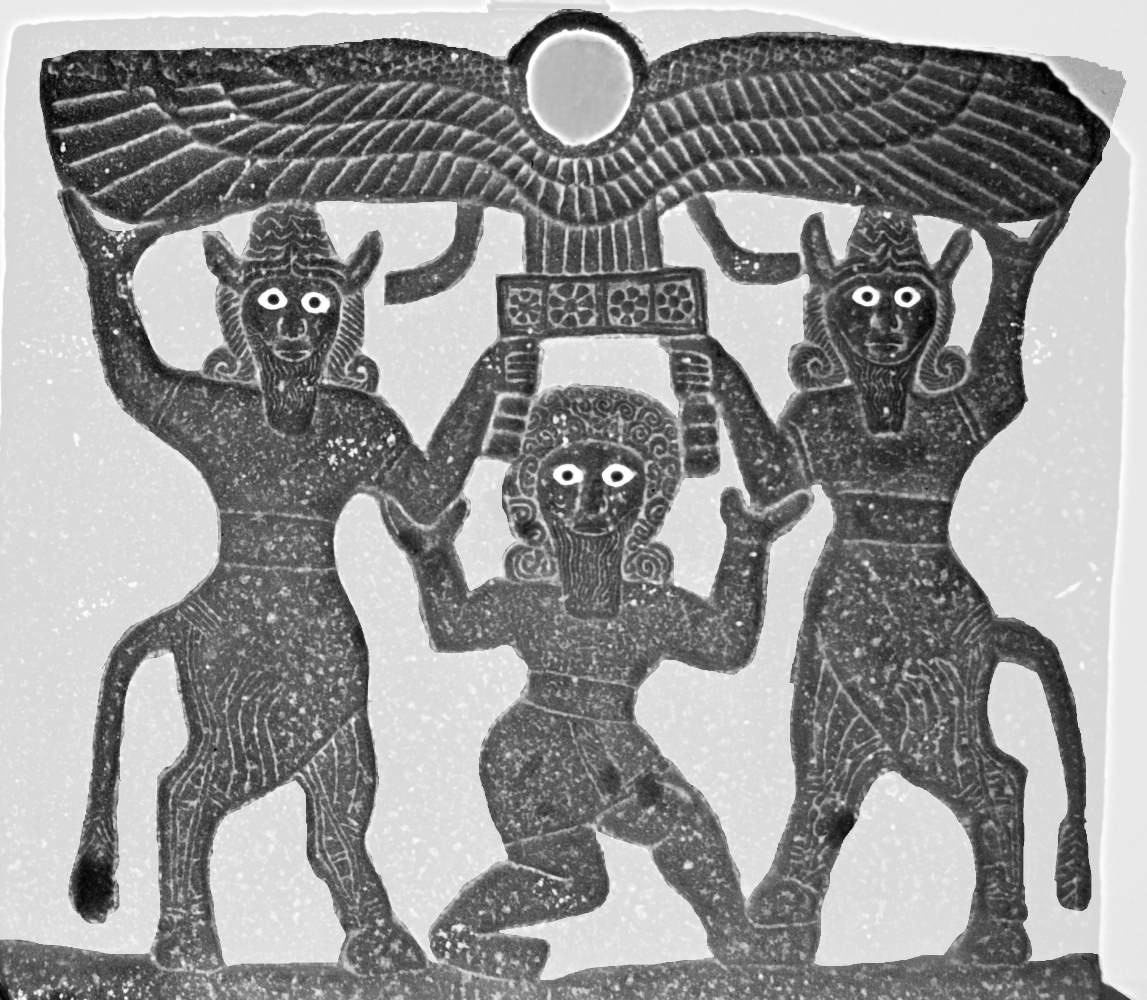
La base de la bandera aramea. El relieve arameo del palacio del rey arameo Kapara. Excavado en Tell Halef, capital del reino arameo de Bit-Bahiani (900 a. C.).

La característica principal de la bandera es el águila, símbolo de fuerza y poder. El disco solar se sustituye por una llama que simboliza, según la Syrianska Riksförbundet, el Espíritu Santo y la herencia cristiana de los pueblos arameos. El fondo rojo simboliza el sufrimiento de los arameos y la sangre derramada durante el genocidio de Sayfo en particular. El amarillo representa la esperanza de un estado arameo independiente. El disco solar es reemplazado por una llama para simbolizar el espíritu santo y la herencia cristiana de los arameos. Las cuatro estrellas representan los ríos de la patria aramea: Tigris, Éufrates, Gihón y Pisón. El águila representa fuerza y poder. Tiene la intención de representar a "la nación aramea (siríaca) en la patria aramea y en la diáspora aramea".
Los colores rojo y amarillo también son utilizados por la iglesia madre de los arameos, la Iglesia Ortodoxa Siríaca.

## Galería

Bandera adoptada en 1980[1]
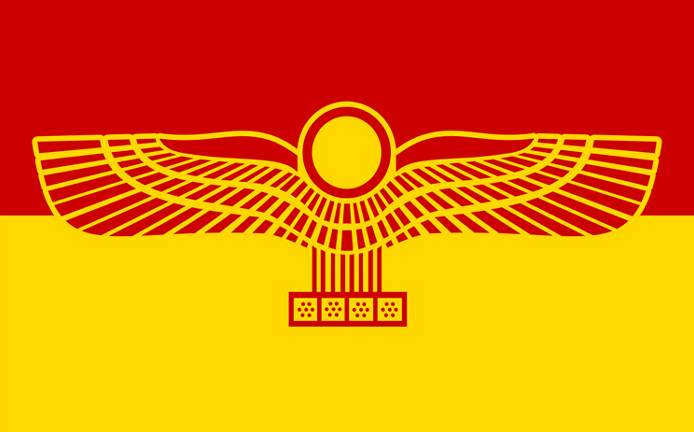
Bandera usada por la Organización Democrática Aramea
Un diseño basado directamente en el símbolo Tell-Halaf
El emblema de la Iglesia Ortodoxa Siríaca. La iglesia madre de los arameos. El emblema también utiliza las vestimentas rojas y amarillas.